# 竜陽路駅
竜陽路駅（りょうようろ-えき、中文表記: 龙阳路站､英文表記: Longyang Road Station）は、中華人民共和国上海市浦東新区にある、上海軌道交通（地下鉄）と上海トランスラピッドの駅。

## 利用可能な鉄道路線
上海軌道交通は2号線・7号線・16号線・18号線、上海トランスラピッドは磁浮線の合計5路線が乗り入れる。上海トランスラピッドの駅は市街側の始発駅となっており、ここから浦東1号2号航站楼駅行きの列車が出発し、30km先の空港までを8分で結ぶ。

## 歴史
- 1999年9月20日：上海軌道交通2号線が開業。
- 2002年12月31日：上海トランスラピッドが開業。乗換駅となる[2]。
- 2009年12月5日：上海軌道交通7号線が開業[3]。
- 2014年12月28日：上海軌道交通16号線が開業。
- 2021年12月30日：上海軌道交通18号線が開業[4]。

## 駅構造

### 上海軌道交通
駅舎は地下駅の2・7・18号線用と高架駅の16号線用で分かれており、上海トランスラピッドの駅舎を挟んで位置する。2・7号線用駅舎と16号線用駅舎の連絡通路が2本設置されているが、上海トランスラピッドの駅舎内部を貫いている。
2・7号線駅舎は地上1階が2号線改札階、地下1階が2号線ホーム階と7号線改札階、地下2階が7号線ホーム階となっている。ホームは両線共に島式1面2線を有する。
16号線駅舎は地上2階が改札階、地上3階がホーム階となっている。ホームは島式2面4線を有しており、主に内側2線の2・3番線を使用して折り返し運転をする。ホーム屋根は膜が張っている。ホームと改札階はホーム1面につき階段・エスカレータの組み合わせが3箇所、エレベータが1基設けられている。

#### のりば

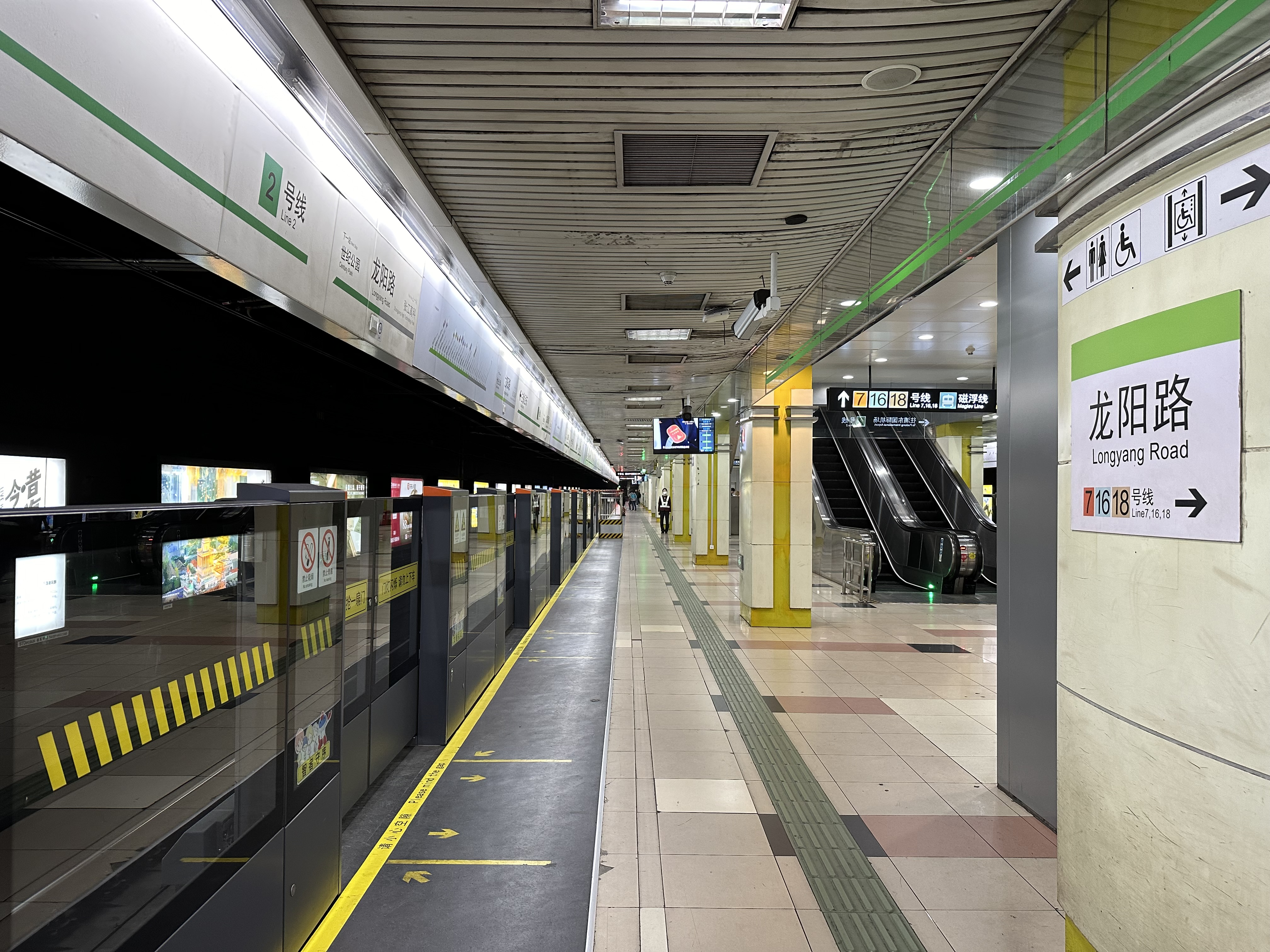
2号線ホーム
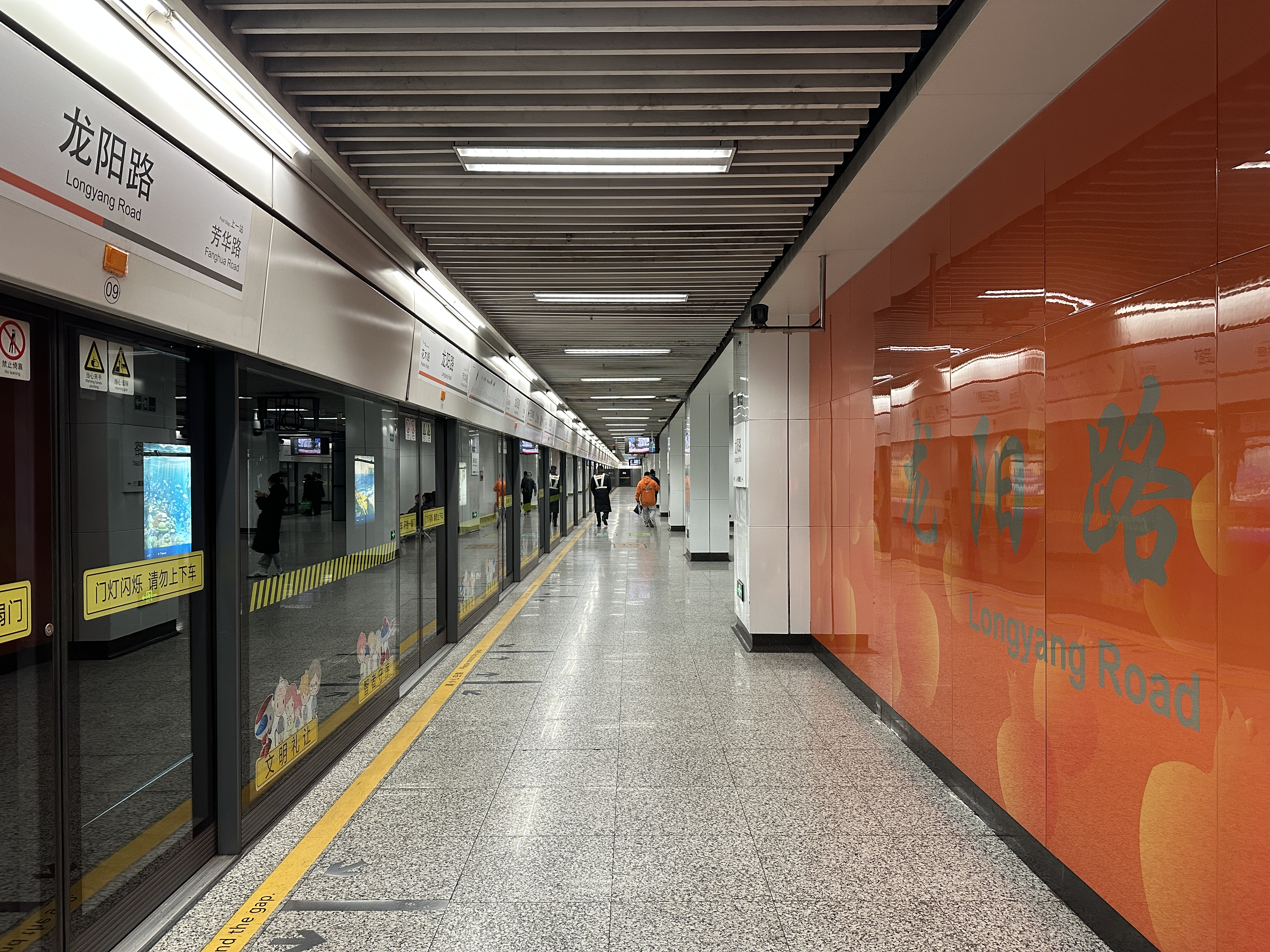
7号線ホーム
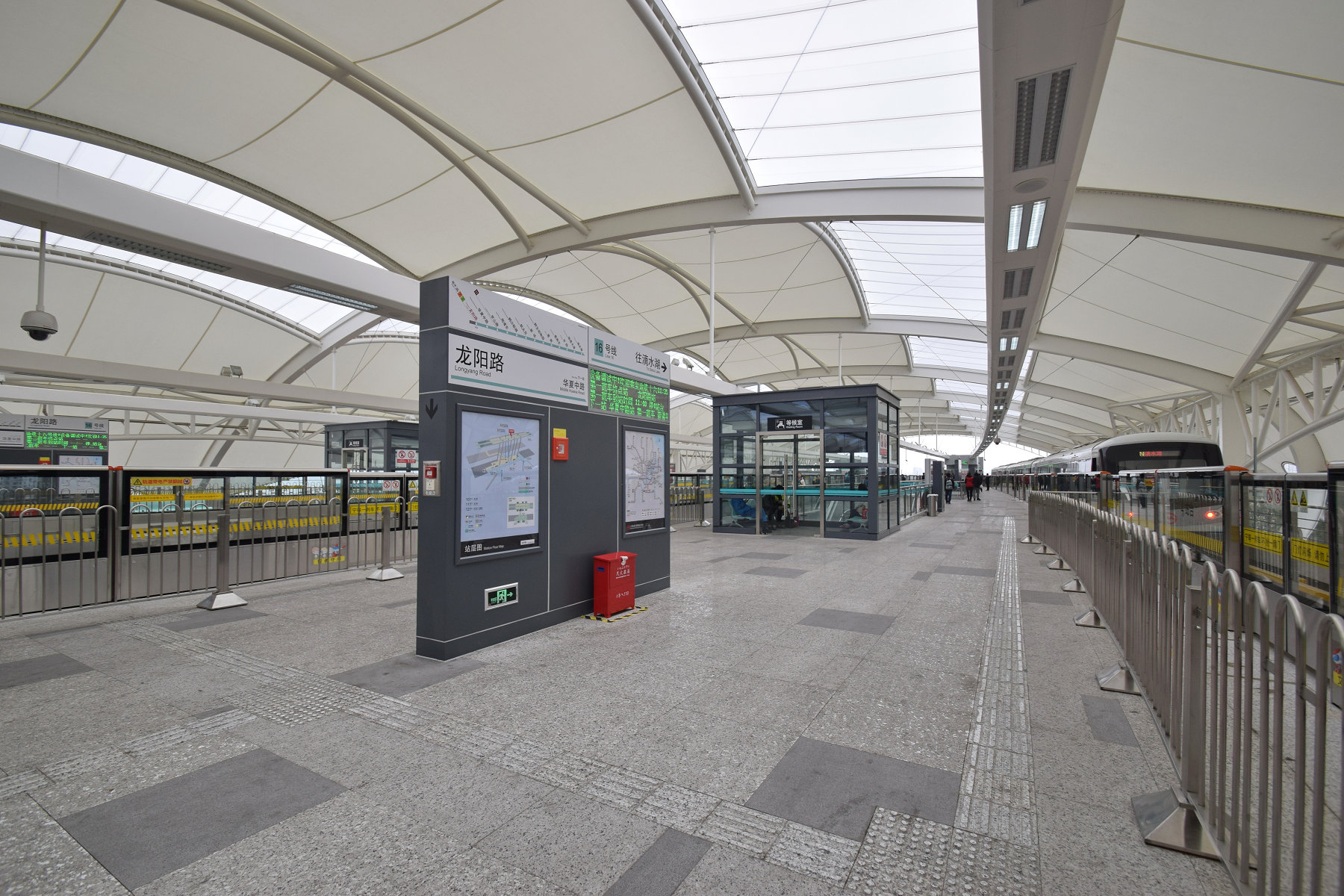
16号線3・4番線ホーム
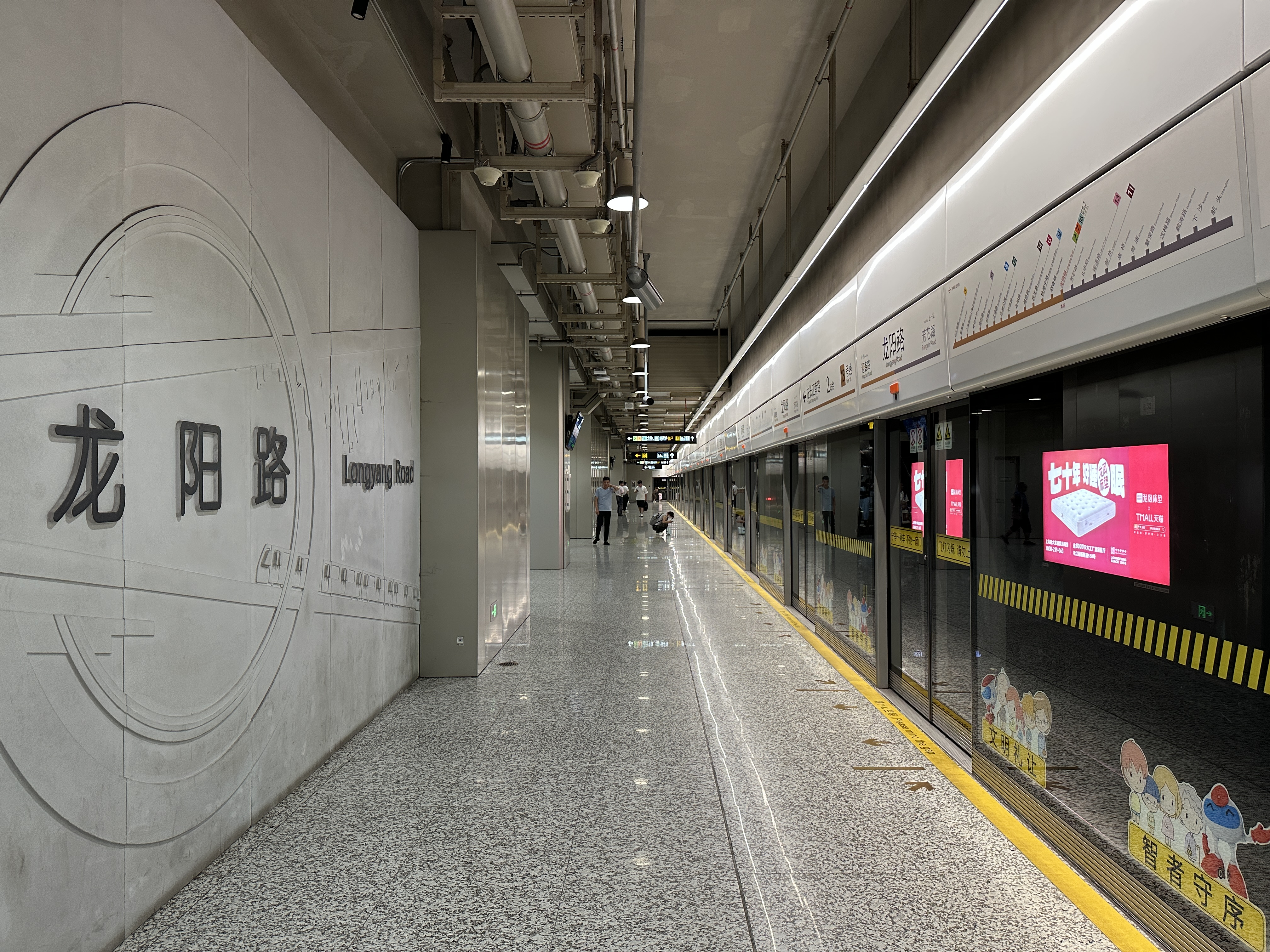
18号線ホーム

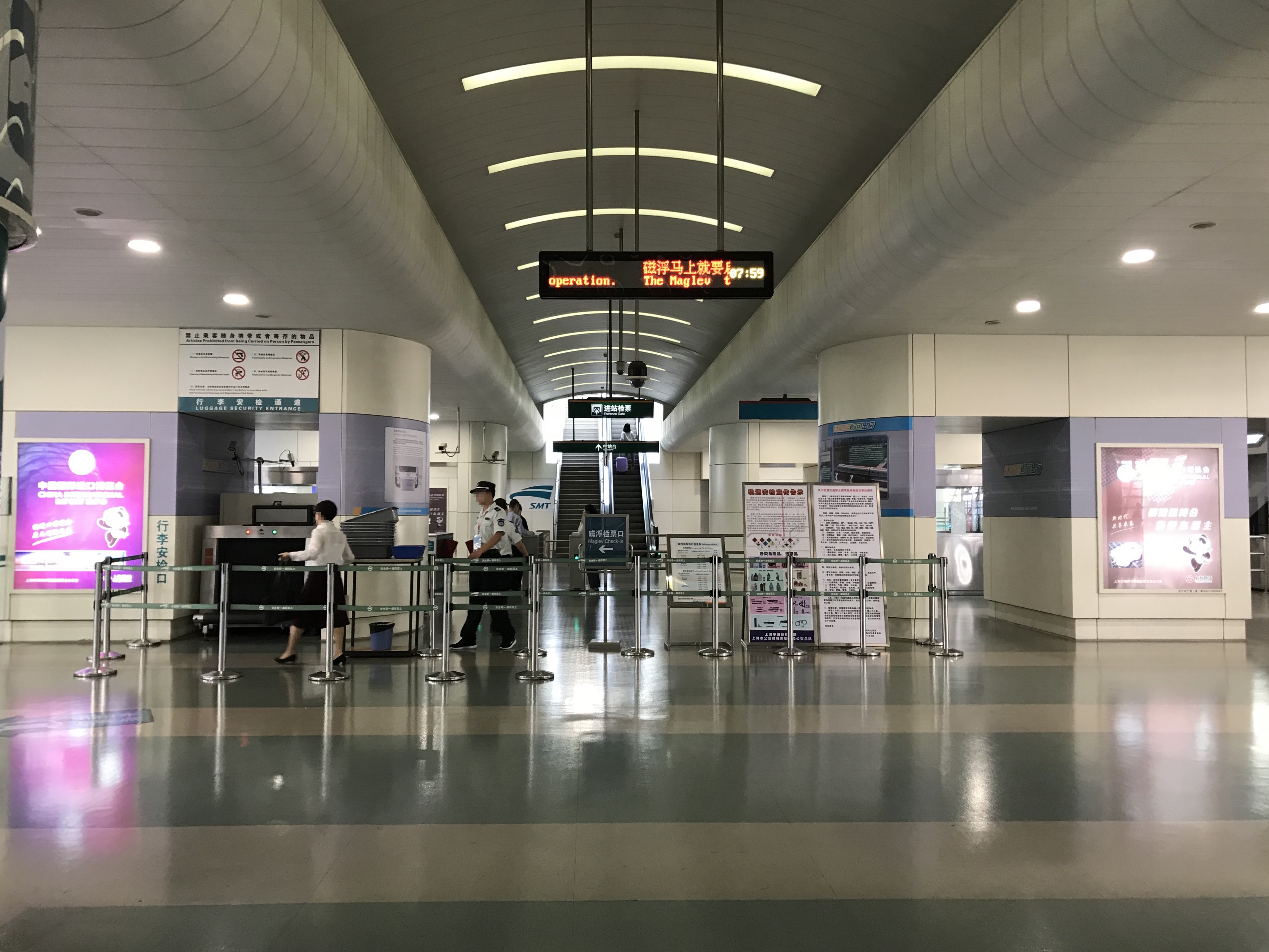
駅構内
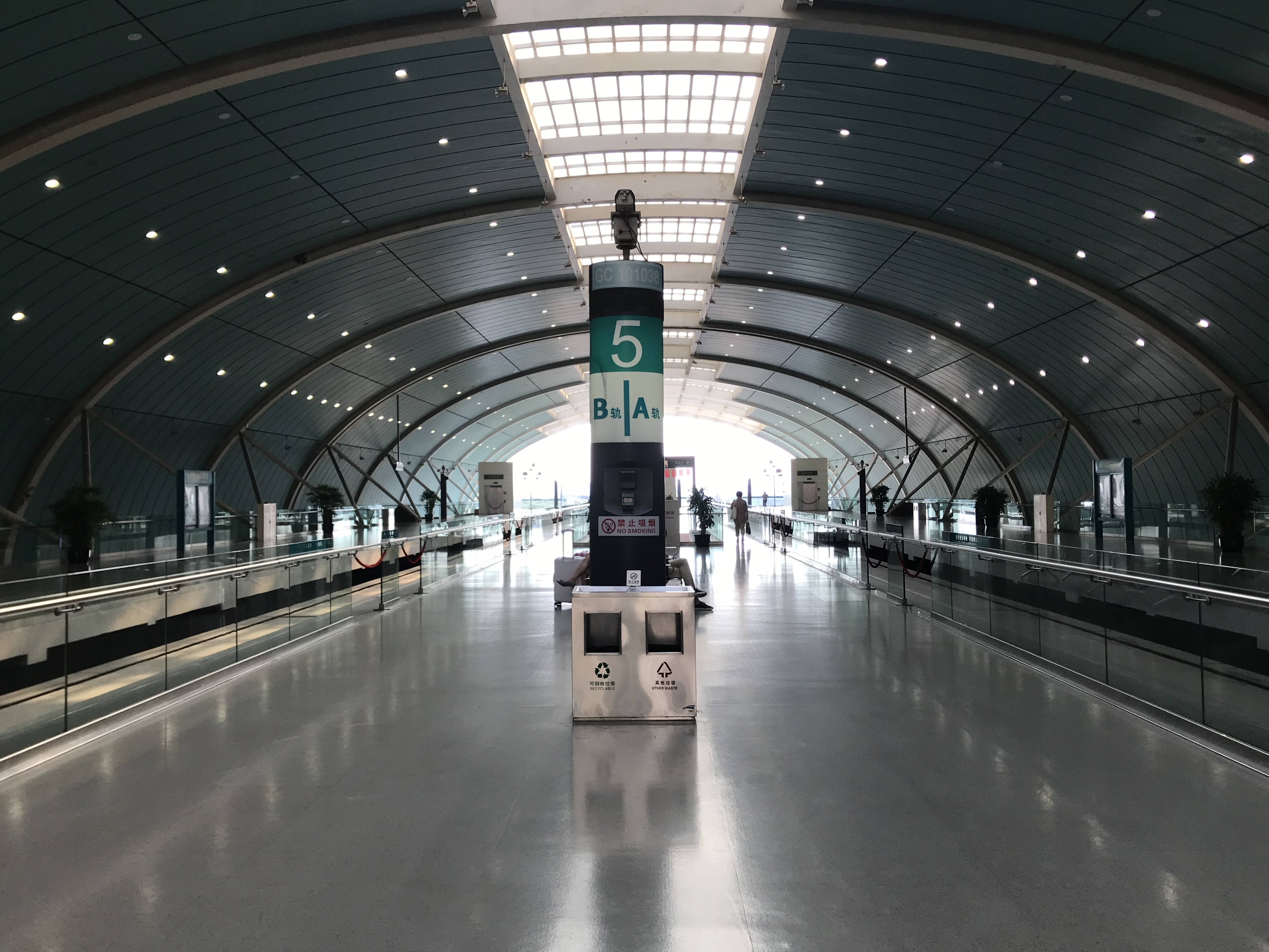
乗車ホーム

| 番線                    | 路線     | 行先                       | 備考                 |
| ----------------------- | -------- | -------------------------- | -------------------- |
| 2号線ホーム（地下1階）  |          |                            |                      |
| 1                       | ■ 2号線  | 人民広場・国家会展中心方面 |                      |
| 2                       | ■ 2号線  | 浦東1号2号航站楼方面       |                      |
| 7号線ホーム（地下2階）  |          |                            |                      |
| 1                       | ■ 7号線  | 美蘭湖方面                 |                      |
| 2                       | ■ 7号線  | 花木路方面                 |                      |
| 16号線ホーム（3階）     |          |                            |                      |
| 1 - 4                   | ■ 16号線 | 滴水湖方面                 | 1・2番線のみ快速専用 |
| 18号線ホーム（地下3階） |          |                            |                      |
| 1                       | ■ 18号線 | 航頭方面                   |                      |
| 2                       | ■ 18号線 | 長江南路方面               |                      |

- 2号線ホーム
- 7号線ホーム
- 16号線3・4番線ホーム
- 18号線ホーム

### 上海トランスラピッド
高架駅。地上2階が改札階、地上3階がホーム階の構造になっている。ホームは島式ホーム1面2線を相対式ホームで挟む、合計3面2線有しており、中央の島式ホームが乗車専用、相対式ホームが降車専用となっている。ホーム屋根はアーチ状の大屋根となっている。
上海トランスラピッドの駅舎の1階には、上海トランスラピッドに関する博物館があり、乗車券を持っていると無料で入館できる。(持っていない場合は別途入場料が必要)

#### のりば
| 番線 | 路線   | 行先                 |
| ---- | ------ | -------------------- |
| A    | 磁浮線 | 浦東1号2号航站楼方面 |
| B    | 磁浮線 | 浦東1号2号航站楼方面 |

- 駅構内
- 乗車ホーム

## 駅周辺
竜陽路駅は上海市浦東新区の竜陽路と白楊路の交差点付近にある。
- 竜陽広場
- メトロ（麦徳竜） 浦東商場店
- 建平中学西校 大唐校区
- 海桐小学 桜花校区
- 花木公園
- 万邦都市花園
- 竹園小学 竜陽校区

## 隣の駅
上海地下鉄
■ 2号線
世紀公園駅 - 竜陽路駅 - 張江高科駅
■ 7号線
花木路駅 - 竜陽路駅 - 芳華路駅
■ 16号線
直達
竜陽路駅 - 滴水湖駅
快速
竜陽路駅 - 羅山路駅
普通
竜陽路駅 - 華夏中路駅
■ 18号線
迎春路駅 - 竜陽路駅 - 芳芯路駅
■ 上海トランスラピッド
竜陽路駅 - 浦東1号2号航站楼駅